# NGC 2526
NGC 2526 (другие обозначения — UGC 4231, MCG 1-21-12, ZWG 31.47, KCPG 154A, IRAS08042+0808, PGC 22778) — галактика в созвездии Рак.
Этот объект входит в число перечисленных в оригинальной редакции «Нового общего каталога».
В галактике вспыхнула сверхновая SN 2000fn типа Ib, её пиковая видимая звездная величина составила 18,8.